# Povos indígenas na Venezuela

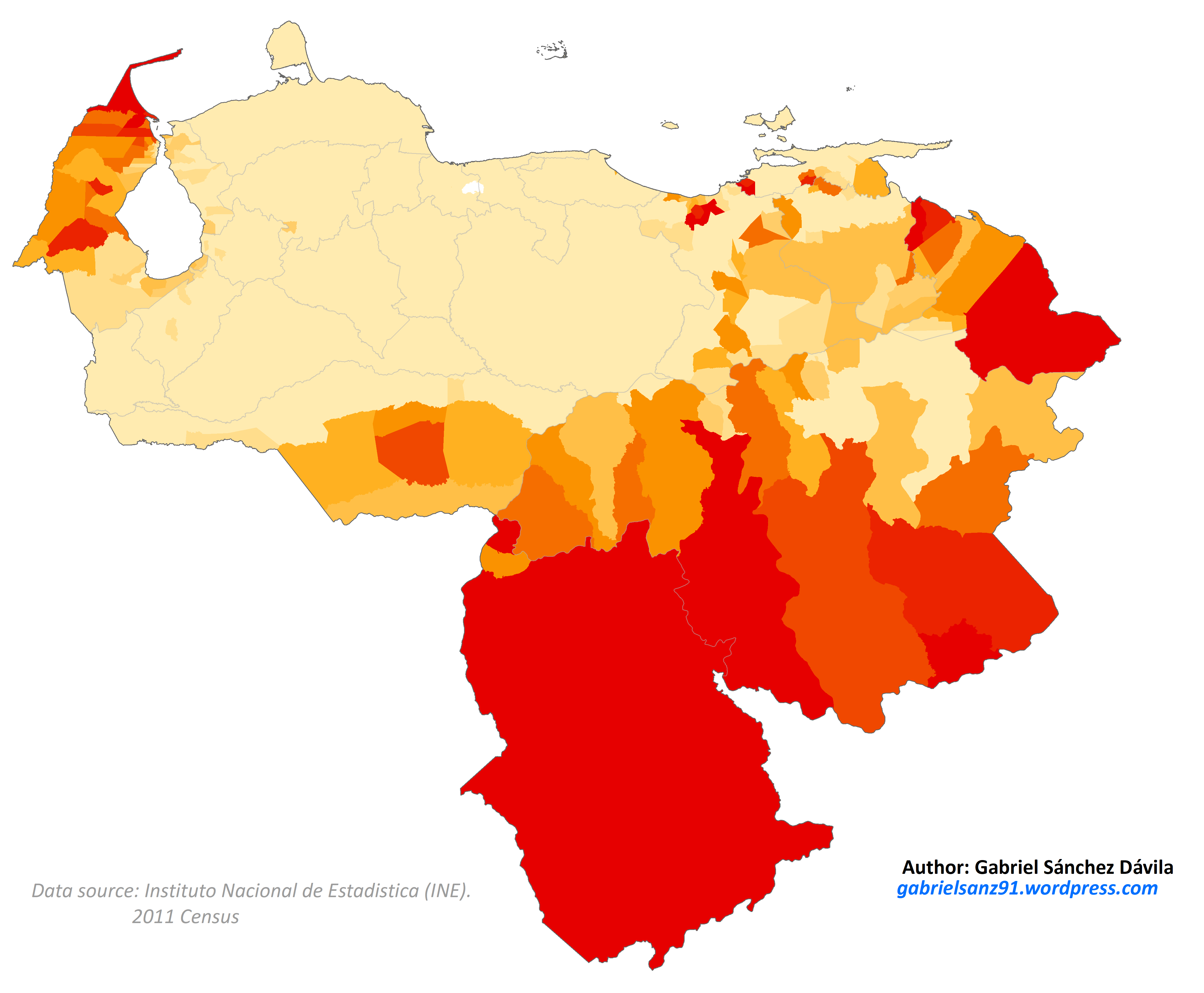
Distribuição em porcentagens da população ameríndia na Venezuela

Povos indígenas na Venezuela, também conhecidos como ameríndios ou venezuelanos nativos, compõem cerca de 2% da população da Venezuela, embora muitos venezuelanos possuam ascendência indígena. Esses povos concentram-se no estado do Amazonas,, na região sul da Floresta Amazônica, onde chegam a representar quase 50% da população e na cordilheira dos Andes do estado ocidental de Zulia. O grupo indígena mais numeroso – cerca de 200.000 pessoas – é a parte venezuelana dos Wayuu (ou Guajiro), que vivem principalmente em Zulia, entre o Lago de Maracaibo e a fronteira com a Colômbia. Outros aproximadamente 100.000 indígenas residem nos estados do sudeste pouco povoados de Amazonas, Bolívar e Delta Amacuro.

## História

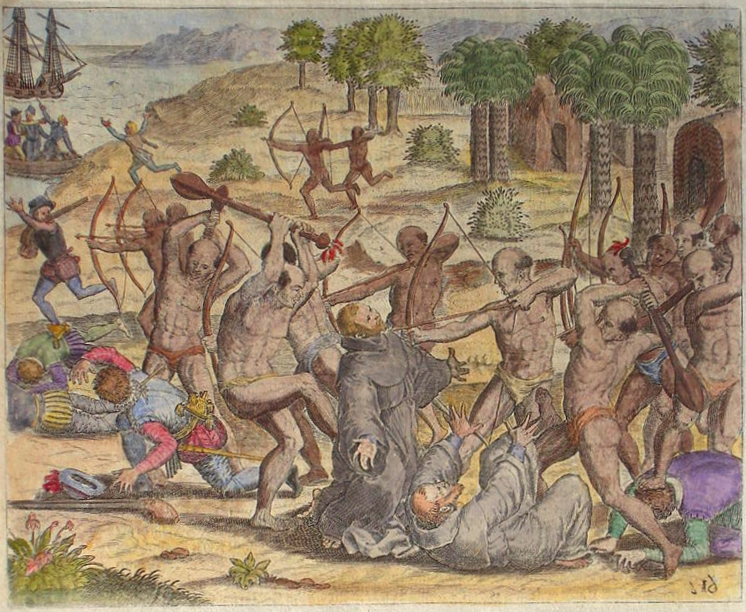
Os nativos de Cumaná atacam a missão após a expedição de escravidão de Gonzalo de Ocampo. Gravura colorida em cobre de Theodor de Bry, publicada na "Relación brevissima de la destruccion de las Indias".

Por volta de 13.000 a.C., os primeiros habitantes humanos na atual Venezuela eram populações arcaicas pré-cerâmicas, que dominaram o território até cerca de 200 a.C. Arqueólogos descobriram evidências dos primeiros moradores da região venezuelana na forma de ferramentas lascadas em forma de folha, juntamente com instrumentos de corte e raspagem encontrados nos altos terraços fluviais do rio Pedregal, no oeste da Venezuela.
Artefatos de caça do Pleistoceno Superior – incluindo pontas de lança – foram encontrados em sítio semelhante no noroeste da Venezuela, conhecido como El Jobo. De acordo com a Datação por radiocarbono, esses vestígios datam de 13.000 a 7.000 a.C.
Os sítios de Taima-Taima, do Muaco amarelo e de El Jobo, localizados no Estado Falcón, estão entre os que renderam material arqueológico desse período. Esses grupos coexistiram com megafauna, como o Megatherium (megaterio), os giptodontes e os Toxodon. As comunidades pré-cerâmicas manicuaroides formaram-se, principalmente em Punta Gorda e Manicuare, que se sucederam nas ilhas de Margarita e Cubagua, defronte da costa leste da Venezuela, constituindo uma tradição cultural singular. A ponta óssea, o entalhe em concha e a pedra bifurcada são elementos característicos desses locais.
Por volta de 5000 a.C., o sítio arqueológico de Banwari Trace, no sudoeste da ilha de Trinidad, é o mais antigo das Antilhas pré-colombianas. Naquela época, Trinidad ainda fazia parte da América do Sul. Pesquisas no local também lançaram luz sobre os padrões migratórios desses povos pré-cerâmicos do continente – da atual Venezuela oriental para as Pequenas Antilhas – entre 5000 e 2000 a.C. Nesse período, caçadores e coletores de megafauna passaram a diversificar sua alimentação e a estabelecer as primeiras estruturas tribais. Os primeiros povos venezuelanos a utilizarem cerâmica foram os indígenas Saladoides, um grupo Arawak que floresceu de 500 a.C. a 545 d.C. Os saladoides concentravam-se nas planícies do Rio Orinoco. Por volta de 250 a.C., esse grupo adentrou Trinidad e Tobago, para depois migrar para o norte, alcançando as demais ilhas do Mar do Caribe, até Cuba e as Bahamas. Após 250 d.C., um terceiro grupo, os Barrancoides, iniciou uma migração rio acima do Orinoco em direção a Trinidad e outras ilhas das Antilhas, navegando em canoas de madeira. Com o colapso das comunidades barrancoides ao longo do Orinoco, por volta de 650 d.C., um novo grupo, os Arauquinoid, expandiu-se até a costa. Os artefatos culturais desse grupo foram encontrados no nordeste da Venezuela e adotados parcialmente em Trinidad e ilhas vizinhas; por essa razão, essa cultura passou a ser chamada de Guayabitoid nessas regiões. A cultura Timoto‑Cuica foi a sociedade mais complexa da Venezuela pré‑colombiana, caracterizada por vilarejos permanentes pré‑planejados, rodeados por campos irrigados em terraços e reservatórios para armazenamento de água. Suas casas eram construídas, principalmente, de pedra e madeira com telhados de palha. Em sua maioria pacíficos, dependiam do cultivo agrícola – destacando-se o cultivo de batatas e de Ulluco. Deixaram obras de arte – em especial cerâmicas antropomórficas – embora não tenham erguido grandes monumentos. Fiavam fibras vegetais para tecer tecidos e tapetes para habitação e são creditados como os inventores da Arepa, alimento básico da Culinária venezuelana. Por volta de 1300 d.C., os Caribes – um novo grupo – parecem ter se estabelecido na Cordilheira Costeira e no Delta do Orinoco, introduzindo atributos culturais que em grande parte substituíram a cultura guayabitoide. Denominada tradição cultural maióide, essa nova divisão territorial, feita em conjunto com os Arawak, envolveu conflitos durante a expansão para o leste e a navegação pelas Pequenas Antilhas até Porto Rico.
Mesmo não sendo nômades, esses povos foram viajantes prolíficos – os indígenas nativos já estavam presentes em 1498, com a chegada de Cristóvão Colombo à Venezuela. Sua cerâmica e artefatos característicos perduraram até 1800, quando, posteriormente, foram amplamente assimilados pela cultura dominante. Não se sabe ao certo quantos habitantes viviam na Venezuela antes da Conquista espanhola; estimativas sugerem cerca de um milhão de pessoas, e, além dos povos atuais, incluíam-se grupos como os Arawak, Caribes, Timoto‑Cuicas, os Auaké, Caquetio, Mariche, Pemon e Piaroa. Esse número foi drasticamente reduzido após a Conquista, sobretudo devido à disseminação de doenças trazidas pelos europeus. Existiam dois principais eixos populacionais pré‑colombianos norte‑sul – a produção de Milho no oeste e de Mandioca no leste. Grandes partes dos Llanos eram cultivadas por meio de sistemas combinados de roça e queima e agricultura de assentamento permanente. Os povos indígenas já haviam contato com óleos brutos e asfaltos que surgiam do solo; conhecidos como mene, o líquido espesso e negro era utilizado principalmente para fins medicinais, como fonte de iluminação e para calafetar canoas. Nas ilhas de Cubagua e Margarita, defronte da costa nordeste da Venezuela, os indígenas, reconhecidos como mergulhadores habilidosos, extraíam pérolas utilizadas como ornamentos cerimoniais.

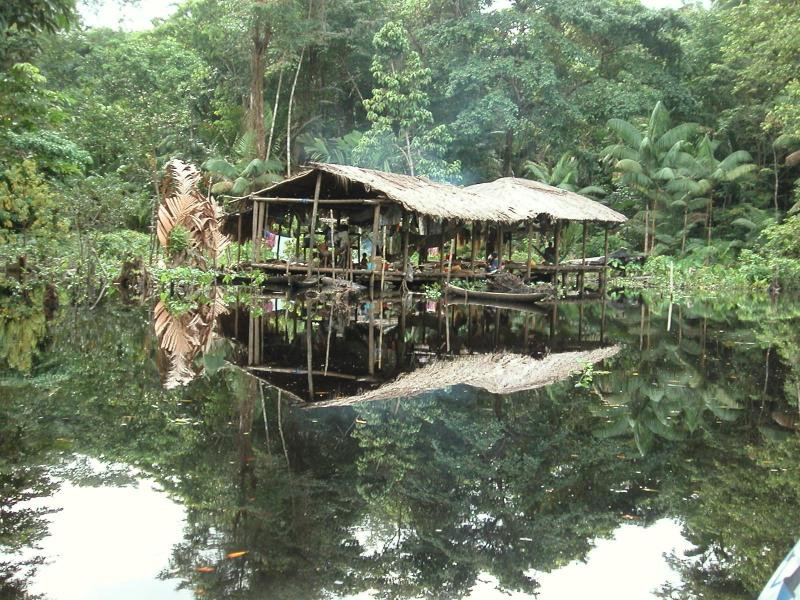
Um Palafito no Delta do Orinoco

A colonização espanhola do continente venezuelano teve início em 1514, com o estabelecimento do primeiro assentamento permanente na América do Sul, na cidade de Cumaná (atual). Acredita-se que o nome “Venezuela” derive dos vilarejos em palafitas descobertos em 1499 no Lago de Maracaibo, que teriam lembrado Amerigo Vespucci de Veneza – daí “Venezuela” ou “pequena Veneza”. Caciques ameríndios – como Guaicaipuro (c. 1530–1568) e Tamanaco (falecido em 1573) – tentaram resistir às incursões espanholas, mas os recém‑chegados acabaram por subjugá‑los. Historiadores concordam que o fundador de Caracas, Diego de Losada, foi o responsável pela morte de Tamanaco. Algumas tribos ou seus líderes resistentes são homenageados em topônimos, como Caracas, Chacao e Los Teques. Os primeiros assentamentos coloniais concentraram-se na costa norte, mas, em meados do século XVIII, os espanhóis avançaram para o interior, ao longo do Rio Orinoco. Foi nesse contexto que os Ye'kuana (então conhecidos como Makiritare) organizaram uma resistência significativa em 1775 e 1776. Durante o período colonial, diversas ordens religiosas estabeleceram missões. Os Jesuítas retiraram‑se na década de 1760, enquanto os Capuchinhos viram em suas missões uma importância estratégica na Guerra de Independência e, em 1817, tiveram-nas brutalmente tomadas pelas forças de Simón Bolívar. Ao longo do século XIX, os governos fizeram pouquíssimos esforços para atender as demandas dos povos indígenas, que foram gradativamente empurrados do centro agrícola do país para a periferia.

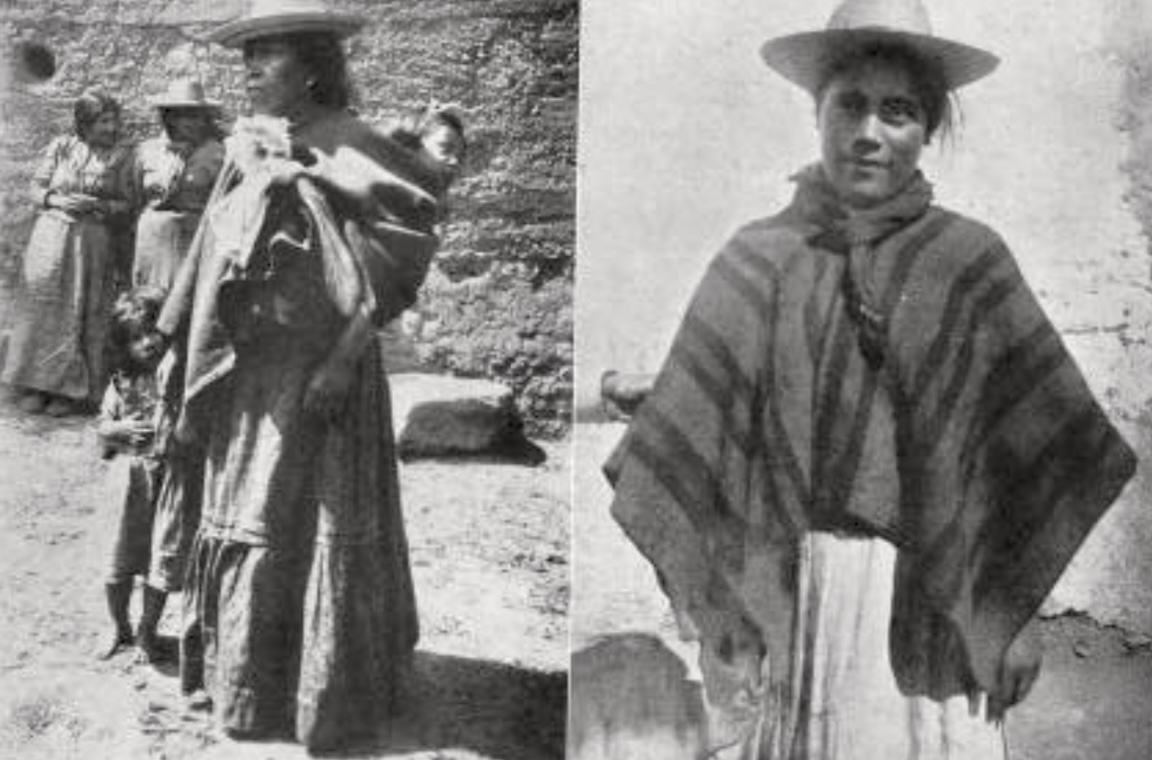
Mulheres Mucuchí, que faziam parte dos maiores Timoto–Cuica

Em 1913, durante um boom da borracha, o coronel Tomas Funes assumiu o controle de Amazonas – especificamente de San Fernando de Atabapo – e matou mais de 100 colonos. Nos nove anos seguintes, enquanto Funes mantinha o domínio sobre a localidade, ele destruiu dezenas de aldeias Ye'kuana e ceifou a vida de vários milhares de Ye'kuana.
Em outubro de 1999, os Pemon destruíram diversas torres de eletricidade, construídas para transportar energia da Represa de Guri ao Brasil. Os Pemon alegaram que a eletricidade barata estimularia um desenvolvimento maior pelas empresas de mineração. O projeto, de 110 milhões de dólares, foi concluído em 2001.

## Organização política
O Conselho Nacional Indígena da Venezuela (Consejo Nacional Indio de Venezuela, CONIVE) foi fundado em 1989 e representa a maioria dos povos indígenas, contando com 60 filiados que reúnem 30 etnias. Em setembro de 1999, os indígenas "marcharam no Congresso Nacional em Caracas para pressionar a Assembleia Constituinte pela inclusão de importantes dispositivos pró‑indígenas na nova constituição, como o direito à propriedade, o livre trânsito pelas fronteiras internacionais, a livre escolha de nacionalidade e a demarcação de terras em até dois anos."

## Direitos legais
Antes da criação da constituição da Venezuela de 1999, os direitos legais dos povos indígenas encontravam‑se cada vez mais atrasados em relação a outros países latino‑americanos, que vinham, progressivamente, consagrando um conjunto comum de direitos coletivos indígenas em suas constituições nacionais. A constituição de 1961 foi, na verdade, um retrocesso em relação à de 1947, e a lei de direitos indígenas nela prevista permaneceu por uma década sem ser aprovada, até 1999.
Eventualmente, o processo constitucional de 1999 produziu "o regime de direitos indígenas mais progressista da região". Entre as inovações, destacam‑se a garantia, no Artigo 125, de representação política em todos os níveis de governo e a proibição, no Artigo 124, de "registro de patentes relacionadas a recursos genéticos indígenas ou de propriedade intelectual associada ao conhecimento indígena." A nova constituição seguiu o exemplo da Colômbia ao reservar cadeiras parlamentares para delegados indígenas (três na Assembleia Nacional da Venezuela) e foi a primeira constituição latino‑americana a reservar assentos para indígenas em assembleias estaduais e conselhos municipais em distritos com populações indígenas.

## Povos
| N.º | Nome                      | Outro nome                             | Grupo étnico              | População                 | Língua                        | N.º de Falantes (2011)    | Estado                    |           |
|     | Etnias aráhuacas – Arawak | Etnias aráhuacas – Arawak              | Etnias aráhuacas – Arawak | Etnias aráhuacas – Arawak | Etnias aráhuacas – Arawak     | Etnias aráhuacas – Arawak | Etnias aráhuacas – Arawak |           |
| --- | ------------------------- | -------------------------------------- | ------------------------- | ------------------------- | ----------------------------- | ------------------------- | ------------------------- | --------- |
| 01  | Wayú                      | Guajiros                               | Aráhuacos                 | 413.437                   | Idioma Wayuu                  | 200.000                   | Venezuela                 |           |
| 02  | Añú                       | Paraujanos                             | Aráhuacos                 | 21.000                    | Idioma Añú                    | 17.475                    | Venezuela                 |           |
| 03  | Wanikua                   | Wanicua                                | Aráhuacos                 | 2.815                     | Idioma Wanikua                | 2.815                     | Venezuela                 |           |
| 04  | Kurripako                 | Baniwua-walimanaí                      | Aráhuacos                 | 7.351                     | Idioma Kurripako              | 6.000                     | Venezuela                 |           |
| 05  | Baniva                    | Baniwua-wakuenaí                       | Aráhuacos                 | 3.501                     | Idioma Karu                   | 3.000                     | Venezuela                 |           |
| 06  | Wenaiwika                 | Piapoco                                | Aráhuacos                 | 1.333                     | Idioma Piapoco                | 1.000                     | Venezuela                 |           |
| 07  | Warekena                  | Guarequena                             | Aráhuacos                 | 200                       | Idioma Warekena               | 160                       | Venezuela                 |           |
| 08  | Baré                      | Bari                                   | Aráhuacos                 | 5.000                     | Idioma Baré                   | 100                       | Venezuela                 |           |
|     | Etnias yanomami           |                                        |                           |                           |                               |                           |                           |           |
| 09  | Yanomam                   | Yaroamë                                | Yanomami                  | 9.289                     | Idioma Waiká‑Yanomámö         | 6.000 / 3.200             | Venezuela                 |           |
| 10  | Sanumá                    | Samatari‑Chirichano                    | Yanomami                  | 3.035                     | Idioma Sanemá                 | 3.000                     | Venezuela                 |           |
| 11  | Yanam                     | Yanam‑Ninam                            | Yanomami                  | 600                       | Idioma Yanam‑xirianá          | 570                       | Venezuela                 |           |
|     | Etnias caribes‑calinagos  |                                        |                           |                           |                               |                           |                           |           |
| 12  | Pemón                     | Arekuna                                | Caribes                   | 30.148                    | Idioma Pemón                  | 30.000                    | Venezuela                 |           |
| 13  | Macuxi                    | Macusí                                 | Caribes                   | 89                        | Idioma Macushí                | 80                        | Venezuela                 |           |
| 14  | Kariña                    | Kali'na                                | Caribes                   | 10.000                    | Idioma Kariña                 | 4.450                     | Venezuela                 |           |
| 15  | Yekuana                   | Makiritare                             | Caribes                   | 7.753                     | Idioma Yekuana                | 5.500                     | Venezuela                 |           |
| 16  | Eñepá                     | Panare                                 | Caribes                   | 4.688                     | Idioma Panare                 | 1.200                     | Venezuela                 |           |
| 17  | Yukpa                     | Macoitas‑Irokas                        | Caribes                   | 10.424                    | Idioma Yukpa                  | 7.500                     | Venezuela                 |           |
| 18  | Japrería                  |                                        | Caribes                   | 95                        | Idioma Japrería               | 90                        | Venezuela                 |           |
| 19  | Akawayo                   | Waika‑Waicá                            | Caribes                   | 6.000                     | Idioma Akawayo                | 5.986                     | Venezuela                 |           |
| 20  | Yabarana                  | Yawarana                               | Caribes                   | 440                       | Idioma Yabarana               | 30                        | Venezuela                 |           |
| 21  | Mapoyo                    | Yahuana‑Wanai                          | Caribes                   | 400                       | Idioma Mapoyo                 | 04                        | Venezuela                 |           |
| 22  | Chaima                    | Guaga‑tagare                           | Caribes                   | 4.000                     | Idioma Chaima                 | Língua extinta (†)        | Venezuela                 |           |
| 23  | Quiriquire                |                                        | Caribes                   | Extinta (†)               | Sem dados                     | Língua extinta (†)        | Venezuela                 |           |
| 24  | Mariche                   |                                        | Caribes                   | Extinta (†)               | Sem dados                     | Língua extinta (†)        | Venezuela                 |           |
| 25  | Cumanagotos               | Kumanagoto                             | Caribes                   | 50.000                    | Idioma Cumanagoto Itoto Majun | 100                       | Venezuela                 |           |
| 26  | Chagaragotos              | Guarenas                               | Caribes                   | Extinta (†)               | Sem dados                     | Língua extinta (†)        | Venezuela                 |           |
| 27  | Meregotos                 |                                        | Caribes                   | Extinta (†)               | Sem dados                     | Língua extinta (†)        | Venezuela                 |           |
| 28  | Caraca                    |                                        | Caribes                   | Extinta (†)               | Sem dados                     | Língua extinta (†)        | Venezuela                 |           |
| 29  | Toromaima                 |                                        | Caribes                   | Extinta (†)               | Sem dados                     | Língua extinta (†)        | Venezuela                 |           |
| 30  | Characuales               | Chotokon Patarü Tawatamase             | Caribes                   | 96                        | Idioma Cumanagoto             | 05                        | Anzoategui                |           |
| 31  | Teques                    |                                        | Caribes                   | Extinta (†)               | Sem dados                     | Língua extinta (†)        |                           |           |
|     | Etnias timoto‑cuicas      |                                        |                           |                           |                               |                           |                           |           |
| 32  | Timoto                    | Timote‑timoti                          | Timoto‑cuicas             | Extinta (†)               | Idioma Timote                 | Língua extinta (†)        | Venezuela                 |           |
| 33  | Cuica                     | Kuika                                  | Timoto‑cuicas             | Extinta (†)               | Idioma Cuica                  | Língua extinta (†)        | Venezuela                 |           |
|     | Etnias chibchas           |                                        |                           |                           |                               |                           |                           |           |
| 34  | Motilón‑barí              | Dobocubi                               | Chibchas‑muiscas          | 2.841                     | Idioma Barí                   | 2.000                     | Venezuela                 |           |
|     | Etnias makú               |                                        |                           |                           |                               |                           |                           |           |
| 35  | Puinave                   | Wãênsöjöt                              | Makú                      | 1.716                     | Idioma Puinave/Idioma Norí    | 1.000                     | Língua extinta (†)        | Venezuela |
| 36  | Hoti                      | Jodï‑Joti / Chicamo Yuana / Waru‑wa‑ru | Makú                      | 982                       | Idioma Hoti                   | 900                       | Venezuela                 |           |
|     | Etnias salibanas          |                                        |                           |                           |                               |                           |                           |           |
| 37  | Mako‑Makú                 | Macú‑Wirö                              | Sáliba                    | 2.500                     | Idioma Wirö‑Itoto ou Jojod    | 2.000                     | Venezuela                 |           |
| 38  | Sáliba                    | Sáliva                                 | Sáliba                    | 344                       | Idioma Sáliba                 | 344                       | Venezuela                 |           |
| 39  | Piaroas                   | Wötjüja‑Dearwa                         | Sáliba                    | 19.293                    | Idioma Piaroa‑Wöthïhä tivene  | 10.000                    | Venezuela                 |           |
|     | Etnias guahibas           |                                        |                           |                           |                               |                           |                           |           |
| 40  | Guahibo‑Jiwi              | Guahibo‑Sikuani                        | Guahibanos                | 23.953                    | Idioma Sikuani‑Wahibo‑Hiwi    | 8.428                     | Venezuela                 |           |
| 41  | Cuiba                     | Wamonae                                | Guahibanos                | 428                       | Idioma Cuiba                  | 400                       | Venezuela                 |           |
|     | Etnias jirajaranas        |                                        |                           |                           |                               |                           |                           |           |
| 42  | Jirajara                  | Xirahara‑Jirara                        | Jirajaranos               | 34                        | Idioma Jirajara               | Língua extinta (†)        | Venezuela                 |           |
| 43  | Ayamán                    | Ayomán                                 | Jirajaranos               | 214                       | Idioma Ayomán                 | Língua extinta (†)        | Venezuela                 |           |
| 44  | Gayón                     | Gayones                                | Jirajaranos               | 1.033                     | Idioma Gayón                  | Língua extinta (†)        | Venezuela                 |           |
|     | Etnias tupí‑guaraní       |                                        |                           |                           |                               |                           |                           |           |
| 45  | Ñe'engatú                 | Yeral‑Ñengatú                          | Tupí                      | 2.130                     | Idioma Ñe'engatú              | 2.000                     | Venezuela                 |           |
|     | Sem conexão linguística   |                                        |                           |                           |                               |                           |                           |           |
| 46  | Waraos                    | Waros                                  | Warao                     | 36.027                    | Idioma Warao                  | 4.066                     | Venezuela                 |           |
| 47  | Waikerí                   | Guaiquerí                              | Waikerí                   | 1.900                     | Idioma Waikerí                | Língua extinta (†)        | Venezuela                 |           |
| 48  | Yaruro‑Pumé               | Pumé‑Yarure                            | Yaruro                    | 7.269                     | Idioma Yaruro                 | 4.500                     | Venezuela                 |           |
| 49  | Sapé                      | Kaliana                                | Sapé                      | 08                        | Idioma Sapé                   | 01                        | Venezuela                 |           |
| 50  | Arutani‑Uruak             | Awakí‑Orotani                          | Uruak                     | 15                        | Idioma Arutani                | 02                        | Venezuela                 |           |
| 51  | Jukude‑itse               | Makú                                   | Sem dados                 | Extinta (†)               | Idioma Jukude                 | Língua extinta (†)        | Venezuela                 |           |

## Idiomas
As principais famílias linguísticas são:
- Línguas arawak
- Línguas caribes
- Línguas chibchanas